# جيم مكابي
جيم مكابي هو جزار وفلاح وسياسي أسترالي، ولد في 7 أكتوبر 1922 في Nhill ‏ في أستراليا، وتوفي في 24 يناير 2019. نشط حزبياً في Liberal and Country Party ‏. وقد انتخب عضو الجمعية التشريعية  في فيكتوريا ‏ عن دائرة Electoral district of Lowan ‏ (30 مايو 1970 – 4 مايو 1979) وانتخب عضو الجمعية التشريعية  في فيكتوريا ‏ عن دائرة Electoral district of Lowan ‏ (27 يونيو 1964 – 28 أبريل 1967).